# Harvey Postlethwaite
Harvey Ernest Postlethwaite (Barnet, 4 marzo 1944 – Barcellona, 13 aprile 1999) è stato un ingegnere britannico, progettista di vetture di Formula 1; lavorò per varie scuderie ed introdusse soluzioni innovative.

## La carriera in Formula 1
Dopo la progettazione di vetture nelle Formule minori, Postlethwaite arrivò in Formula 1 con la scuderia inglese Hesketh come progettista capo. Già nel primo anno ottenne buoni risultati, con la squadra che conquistò tre podi. L'anno successivo riuscì ulteriormente a migliorare le prestazioni della vettura con la conquista di una vittoria al GP d'Olanda 1975. L'anno successivo Postlethwaite passò alla Wolf, che debuttò nel 1977. Nel primo anno di attività della squadra Jody Scheckter, unico pilota della scuderia, giunse secondo in classifica piloti, mentre la squadra agguantò il quarto posto in classifica costruttori. Nel 1978 le prestazioni calarono e Scheckter non riuscì a vincere nessuna gara, mentre la scuderia arrivò quinta tra i costruttori.
Nel 1979 la scuderia anglo-canadese non ottenne punti e chiuse i battenti a fine stagione. Postlethwaite passò nella squadra di Emerson Fittipaldi, la Copersucar, in cui disegnò la F8. Nel 1981 fu chiamato dalla Ferrari, che voleva risalire in classifica dopo la disastrosa stagione 1980. A Maranello valutarono che il punto debole della macchina era il telaio, quindi puntarono su un tecnico giovane di scuola britannica. Postlethwaite entrò in servizio a Maranello il 15 giugno. Postlethwaite partecipò alle progettazioni della 126 C2 e della 126 C3, che portarono alla conquista di due titoli mondiali costruttori consecutivi: 1982 e 1983.
Negli anni successivi, la più importante creazione del progettista inglese rimane la Ferrari 156/85, vettura dall'ottimo telaio in grado di contendere il titolo alla McLaren, che però nelle ultime gare della stagione 1985 patì l'inaffidabilità del motore per problemi progettuali legati alle turbine tedesche KKK, consentendo comunque a Michele Alboreto di diventare vicecampione del mondo dietro ad Alain Prost. 
Nel 1987 Postlethwaite venne sostituito da John Barnard e passò in Tyrrell, scuderia in crisi. Ottenne comunque qualche buon risultato culminato nel 1990 a Phoenix, dove Jean Alesi riuscì a battersi con la McLaren di Ayrton Senna, terminando poi secondo al volante della 018. L'impresa viene poi ripetuta, sempre dal pilota francese, a Monaco, con la 019, progettata da Postlethwaite, prima vettura con muso allungato e molto resistente dal punto di vista strutturale. 
Nel 1991 viene contattato dalla Sauber che gli offre l'incarico di direttore tecnico. Dopo un breve periodo in Ferrari nel 1992 e nel 1993, nel 1994 torna alla Tyrrell e nel 1999, a causa della vendita della scuderia, passa alla BAR. Progetta la Dallara-Honda nel 1999, vettura creata per testare il motore in vista dell'ingresso come fornitore del costruttore giapponese. La vettura, per quanto molto veloce, non disputò mai una gara perché la Honda decise di non impegnarsi con un team proprio. 
Postlethwaite muore lo stesso anno, a causa di un attacco cardiaco, mentre assiste ad alcuni test di F1 in Spagna.